# Oana Nistor
Oana Paula Nistor (n. 29 iunie 1983, Timișoara) a fost solista trupei Activ. S-a nǎscut la Timișoara și a absolvit liceul "Henri Coandǎ" din același oraș.
În luna aprilie 2001 membrii trupei Activ organizează o selecție, pentru a găsi noua solistă a formației. La concurs se prezintă peste 20 de tinere. Ultima zi Avi și Rudi cred că poate fi considerată cea mai norocoasă, deoarece în acea zi se prezintă o tânără blondă, sensibilă și timidă. 
Sfârșitul anului 2001 se dovedește a fi destul de productiv, deoarece se filmează primul videoclip în noua formulă (Avi, Rudi și Oana), la piesa "Împreună". Toți sunt plini de emoții, în legătură cu lansarea noului album, dar mai ales cum va fi primită noua componentă a trupei. Din partea publicului apar numai reacții pozitive la adresa Oanei și pentru noul lor album, intitulat "În Transă", produs de Media Pro Music și lansat în luna ianuarie 2000. 
Pe data de 29 octombrie 2008, Oana Nistor de la Activ și viitorul ei soț, fotbalistul Ovidiu Petre, au devenit părinți. Artista a adus pe lume singurul lor copil, pe nume Eva Teodora. Pentru a se dedica în totalitate fiicei, Oana a luat o pauză în ceea ce privește cariera sa profesională, urmând să lipsească un an de pe scenă. Oana și Ovidiu locuiesc împreună din anul 2006 într-un apartament închiriat și s-au logodit în 2008. Surse din anturajul celor doi susțin că ei plănuiesc să se căsătorească în aceeași zi când își vor boteza fetița.
În aprilie 2010, Oana a revenit în industria muzicală cu un proiect solo, primul single fiind "Dance Floor", dar fără prea mare succes. Ea și-a încercat norocul și pe scena Romanian Music Awards, Oana reapărând cu acea ocazie alături de trupa Activ, cu o piesă nouă, dar care, însă, nu a mai reușit să obțină succesul cu care trupa era obișnuită în anii 2000. 